# أسامة إدريسي
أسامة ادريسي (بالهولندية: Oussama Idrissi) (26 فبراير 1996 ببيرخن أوب زووم في هولندا -) هو لاعب كرة قدم مغربي في مركز الجناح يلعب مع باتشوكا المكسيكي والمنتخب المغربي.

## مسيرته مع المنتخب
لعب أول مباراة له لصالح منتخب بلاده في تصفيات كأس الأمم الأفريقية 2019 ضد منتخب مالاوي وانتهت بالتعادل السلبي ثم لعب مباراة ودية ضد منتخب الأرجنتين وانتهت بخسارة منتخب المغرب وبهذا لفت اللاعب أسامة أنظار هيرفي رونار ليتم دعوته للمشاركة في كأس الأمم الأفريقية 2019.

## مسيرته الكروية
ظهر الإدريسي لأول مرة مع نادي جرونينجن في 19 ديسمبر 2015 في مباراة الدوري الهولندي ضد هيراكليس ألميلو، سجل هدفه الأول في الدوري للنادي في 7 فبراير 2016 في الفوز 2-0 على أرضه كامبور. وجاء هدفه في الدقيقة 75.
خاض أسامة ادريسي مسيرته مع نادي غرونينغن في موسم 2015–16 واستمر معه طيلة ثلاثة مواسم، مشاركًا في 64 مباراة سجل خلالها 13 هدفًا وصنع 11. ثم انتقل إلى نادي إي زد ألكمار في موسم 2017–18 واستمر معه طيلة ثلاثة مواسم، حيث شارك في 98 مباراة سجل خلالها 38 هدفًا وصنع 25.
في 5 أكتوبر 2020، وقع الإدريسي مع نادي إشبيلية حتى عام 2025. ظهر لأول مرة مع الأندلسيين في 21 نوفمبر 2020 في مباراة الفوز 4–2 في الدوري الإسباني على سيلتا فيغو. في 15 ديسمبر 2020، شارك الإدريسي لأول مرة مع النادي في الفوز 3–0 خارج أرضه على سيوداد دي لوسينا في كأس الملك، حيث قدم تمريرة حاسمة للوك دي يونج.

## الإنجازات
أياكس
- الدوري الهولندي الممتاز : 2020–21
- كأس هولندا : 2020–21

 فاينورد
- الدوري الهولندي الممتاز : 2022–23

 باتشوكا
- دوري أبطال الكونكاكاف : 2024

### فردية
- لاعب الموسم في نادي غرونينغن: 2016
- لاعب الشهر في الدوري الهولندي الممتاز: ديسمبر 2019، يناير 2020.
- أفضل مراوغ في الدوري الهولندي الممتاز: 2018، 2019
- هداف بطولة كأس هولندا: 2018–19.
- أفضل ممرر في نادي إي زد ألكمار: 2019
- هدف الموسم في نادي إي زد ألكمار: 2020
- تشكيلة الموسم في الدوري الهولندي الممتاز: 2020
- تشكيلة الموسم في دوري أبطال الكونكاكاف: 2024

## روابط خارجية
- أسامة إدريسي على موقع قاعدة بيانات كرة القدم.إي يو (الإنجليزية)
- أسامة إدريسي على موقع ناشيونال فوتبول تيمز (الإنجليزية)
- أسامة إدريسي على موقع Soccerway.com (الإنجليزية)
- أسامة إدريسي على موقع عالم كرة القدم.نت (الإنجليزية)
- أسامة إدريسي على موقع AS.com (الإسبانية)